# Richárd Szatlmayer
Richárd Szatlmayer (13 gennaio 1994) è un giocatore di football americano ungherese che gioca nel ruolo di defensive lineman per i Budapest Wolves.